# Glochidion multilobum
Glochidion multilobum är en emblikaväxtart som beskrevs av Albert Charles Smith. Glochidion multilobum ingår i släktet Glochidion och familjen emblikaväxter. Inga underarter finns listade i Catalogue of Life.